# Liste der Straßen und Plätze in Berlin-Stadtrandsiedlung Malchow

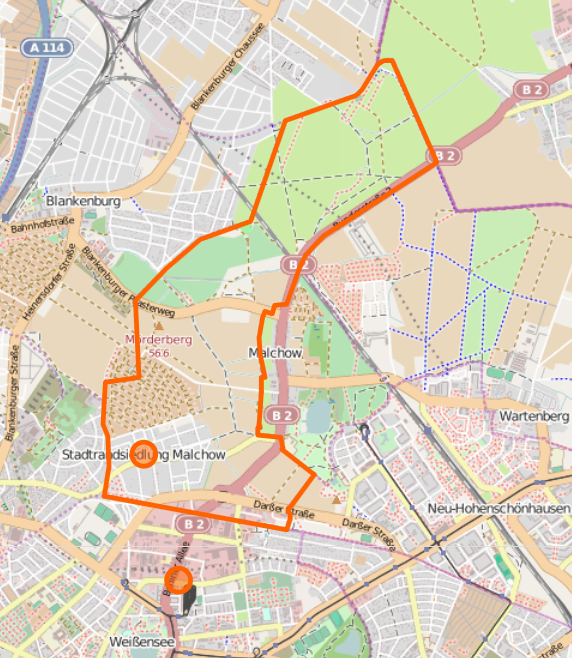
Übersichtskarte von Berlin-Stadtrandsiedlung Malchow
(aus: OpenStreetMap)

Die Liste der Straßen und Plätze in Berlin-Stadtrandsiedlung Malchow ist eine Zusammenstellung aller im Berliner Straßenverzeichnis aufgeführten öffentlichen Straßen und Plätze der Stadtrandsiedlung Malchow, einem Ortsteil im Bezirk Pankow. Gleichzeitig ist diese Zusammenstellung ein Teil der Listen aller Berliner Straßen und Plätze.

## Überblick
Der Ortsteil umfasst neben der gleichnamigen Siedlung nördlich der Darßer Straße ein Gewerbegebiet südlich dieser Straße sowie die Kolonie Märchenland, eine Kleingartenanlage (KGA) nördlich der Stadtrandsiedlung (Lage).
Nördlich der KGA wird das Gelände neben einem Golfplatz fast ausschließlich landwirtschaftlich genutzt, weshalb dieser Bereich nur wenige Verbindungsstraßen aufweist. Die in der KGA ‚Märchenland‘ gelegenen Wege sind auf Grund ihrer Eigenschaft als Privatstraßen nicht in der offiziellen Übersicht enthalten.
Die Stadtrandsiedlung Malchow wurde in drei Abschnitten zwischen 1936 und 1939 beiderseits des Heinersdorfer Weges, der heutigen Ortnitstraße, angelegt. Der Ortsteil hat  Einwohner (Stand: 31. Dezember 2023) und seine Straßen sind den Postleitzahlbereichen 13051, 13088, 13089 oder 13129 zugeordnet.
Zu den Hauptstraßen im Ortsteil gehören mit der Bundesstraße 2 auf der Malchower Chaussee und der Dorfstraße insgesamt 2,8 Kilometer im großräumigen Straßensystem, mit dem Blankenburger Pflasterweg 2,4 Kilometer zum übergeordneten und des Weiteren 1,4 Kilometer der Darßer Straße des regionalen Straßensystems. In der Liste sind 33 gewidmete Straßen und benannte Plätze enthalten, von denen sieben in die Nachbarortsteile weiterführen. Die aufgeführten Straßen im Ortsteil haben eine Gesamtlänge von 19,1 Kilometer.

## Übersicht der Straßen und Plätze
Die nachfolgende Tabelle gibt eine Übersicht über die vorhandenen Straßen und Plätze im Ortsteil sowie einige dazugehörige Informationen.
- Name/Lage: aktuelle Bezeichnung der Straße oder des Platzes. Über den Link Lage kann die Straße oder der Platz auf verschiedenen Kartendiensten angezeigt werden. Die Geoposition gibt die Lage der ungefähren Mitte der Straßenlänge an.
- Im amtlichen Straßenverzeichnis nicht aufgeführte Verkehrswege sind mit * gekennzeichnet.
- Ehemalige oder nicht mehr gültige Straßennamen sind kursiv gesetzt. Für bedeutende ehemalige Straßen oder historische Straßennamen ist gegebenenfalls eine gesonderte Liste vorhanden.
- Länge/Maße in Metern:
Die in der Übersicht enthaltenen Längenangaben sind  gerundete Übersichtswerte, die in Google Earth mit dem dortigen Maßstab ermittelt wurden. Sie dienen Vergleichszwecken und werden, sofern amtliche Werte bekannt sind, ausgetauscht und gesondert gekennzeichnet.
Bei Plätzen sind die Maße in der Form a × b für rechteckige Anlagen und für (ungefähr) dreieckige Anlagen als a × b × c mit a als längster Seite angegeben.
Sofern die Straße auch in benachbarte Ortsteile weiterführt, gibt der Zusatz ‚im Ortsteil‘ an, wie lang der Straßenabschnitt innerhalb des Ortsteils dieses Artikels ist.
- Namensherkunft: Ursprung oder Bezug des Namens.
- Anmerkungen: weitere Informationen über anliegende Baudenkmale oder Institutionen, die Geschichte der Straße und historische Bezeichnungen.
- Bild: Foto der Straße oder eines anliegenden Objektes.

| Name/Lage                        | Länge/Maße (in Metern) | Namensherkunft                                                                             | Datum der Benennung | Anmerkungen | Bild |
| -------------------------------- | ---------------------- | ------------------------------------------------------------------------------------------ | ------------------- | --- | --- |
| Am Graben (Lage)                 | 0960                   | verläuft am Grenzgraben                                                                    | 1939                | Die Straße Am Graben führt zwischen Malchower Aue und Muspelsteig am Märchenlandgraben entlang, der die KGA ‚Märchenland‘ nach Süden begrenzt. Entsprechend liegen Grundstücke mit Siedlungshäusern an der Südseite, gegenüber der Grünstreifen mit dem Graben in der Kleingartenkolonie ‚Märchenland‘. | Am Graben |
| Am Heimenstein (Lage)            | 0320                   | Heime, Sagengestalt im Gefolge Dietrichs von Bern                                          | 25. Aug. 1939       | Die Straße Am Heimenstein liegt im nördlichen Teil der Stadtrandsiedlung zwischen Ostaraweg und Am Graben, sie geht anschließend in den Däumlingspfad der KGA ‚Märchenland‘ über. | Am Heimenstein |
| Am Luchgraben (Lage)             | 1.070                  | Parklandschaft Neue Wiesen einschließlich der Überquerung von Fließgraben und Laake (Luch) | 1. März 2002        | Die Straße Am Luchgraben war ursprünglich eine Baustellenzufahrt zum Neubaugebiet ‚Karow Nord‘. Sie war in der weiteren Nutzung Ende der 1990er Jahre als Verbindung entlang der Stadtgrenze zwischen Karow und der Bundesstraße 2 geplant und wurde ausgebaut. Durch einen rund 300 Meter langen Abschnitt auf privatem Gelände wurde die Straße bislang nicht vollendet. Die Sackgasse dient seitdem als Parkplatzzufahrt zum Naturpark Barnim. Die Straße endet an einem Geländevorsprung auf Lindenberger Flur, bevor sie Karow erreichen könnte. | Am Luchgraben vom westliche Ende der Straße mit Blick nach Osten                                                                                            |
| Blankenburger Pflasterweg (Lage) | 1.390 (im Ortsteil)    | Blankenburg, Ortsteil im Berliner Bezirk Pankow                                            | nach 1882           | Der ehemalige Blankenburger Weg ist die historische Verbindung zwischen Malchow und Blankenburg. Nachdem die Stadt Berlin 1882 die beiden Dörfer erwarb, um auf dem Gelände Rieselfelder anlegen zu können, erfolgte die Pflasterung des Weges, wodurch sich der heutige Name ergab. Die Straße verläuft von der Dorfstraße in Malchow bis zur Heinersdorfer Straße in Blankenburg und ist seit etwa 2005 mit einer Asphaltdecke versehen. | Blankenburger Pflasterweg nach West von Brücke Fließgraben · Blankenburger Pflasterweg ab Eingang Malchow mit altem Ortsteilschild                          |
| Bundesstraße 2 (Lage)            | 2.080 (im Ortsteil)    | übernommener Name der Fernstraße B 2                                                       | um 2010             | „Bundesstraße 2“ ist die amtlich gesetzte Benennung der Fortsetzung der Malchower Dorfstraße nach Norden und das Straßenband liegt unter diesem Namen zwischen Blankenburger Pflasterweg und Am Luchgraben an der Stadtgrenze zu Lindenberg. Im südlichen Abschnitt zwischen Blankenburger Pflasterweg und KGA Neu-Malchow (gegenüber der Grundstückslinie 4–6) gehört die Straße zu Malchow. Nach Norden gehört das Straßenland und die Felder auf der westlichen Straßenseite zur Stadtrandsiedlung (zum Bezirk Pankow), allerdings gehören die Grundstücke 4–6 (KGA), 8 (Kunstwerkstatt) sowie 10 (Hundeplatz) auf der Ostseite, einschließlich der zuführnden Fußwegs zu Malchow im Bezirk Lichtenberg. Nördlich von der Bahnbrücke und ab dem anliegenden Fließgraben wechselt die Ortsteilgrenze an den realen Straßenrand und die östlichen Gebiete (bis zum Barnimer Dörferweg) einschließlich Umspannwerk (auf Nr. 20) gehören zu Wartenberg (Bezirk Lichtenberg). Auf der Flur der Stadtrandsiedlung liegen Äcker, Grünland und an der Straße entlang ein 20 Meter breiter Baum- und Buschstreifen. Adressierte Grundstücke sind für die Bundesstraße 2 im Ortsteil keine geführt. Mit der Bezirksreform 2001 wurden innerhalb der Bezirke die Ortsteile neu gegliedert und der Bezirk Weißensee aufgehoben, und die „Malchower“ Dorfstraße kam zum Ortsteil und es wurde eine amtlich durchgeführte Benennung (auch mit Straßenschildern, dazu Bild im Ortsteil Malchow) durchgeführt. Der Straßenzug war bis zur Bahnbrücke im Bezirk Hohenschönhausen als Dorfstraße und davon nördlich in Weißensee ab Blankenburger Pflasterweg unbenannt. | Bundesstraße 2: rechts die Wartenberger Seite · Bundesstraße 2 südlich der Brücke Berliner Außenring von Lichtenberg nach Pakow gesehen                     |
| Darßer Bogen (Lage)              | 0230                   | Darß, Teil der Halbinsel Fischland-Darß-Zingst in Mecklenburg-Vorpommern                   | 1. Juli 1999        | Der Darßer Bogen geht von der Piesporter Straße nach Osten und endet als Sackgasse. Die Straße wurde zur Erschließung des Gewerbegebiets südlich der Darßer Straße angelegt, zu der sie parallel verläuft. Das Gewerbeareal entstand in den späten 1990er Jahren auf Initiative des Bezirksamts und interessierter Unternehmer. Nach Fertigstellung enthüllten alle Beteiligten eine Gedenktafel, die am Gebäude des Unternehmens Fittkau Metallbau und Kunstguss feierlich enthüllt wurde (unteres Bild). | Darßer Bogen · Gedenktafel |
| Darßer Straße (Lage)             | 1.360 (im Ortsteil)    | Darß, Teil der Halbinsel Fischland-Darß-Zingst in Mecklenburg-Vorpommern                   | 18. Jan. 1990       | Die Darßer Straße wurde Ende der 1980er Jahre als Verbindung zwischen Hohenschönhausen und Weißensee angelegt. Im Jahr 1992 wurde sie von der Ribnitzer Straße in Neu-Hohenschönhausen zur Roelckestraße an der Grenze zu Weißensee auch unter Verwendung von EU-Fördermitteln verlängert. Beabsichtigt war die Ansiedlung von Unternehmen mit größerem Flächenbedarf. Erst im Jahr 2012 konnte jedoch die Firma „Bode Bautechnik Baumaschinen GmbH“ gewonnen werden, die an der Adresse Darßer Straße 109 bis Ende 2013 die neue Berliner Niederlassung einrichten wird. Dazu erwarb die Gesellschaft eine Fläche von 7000 Quadratmetern, auf der am 26. April der Grundstein gelegt wurde. Die Firma aus Leinefelde-Worbis verlegt ihre bisherige Filiale aus Berlin-Heinersdorf hierher. | Darßer Straße |
| Gnomenplatz (Lage)               | 0110 × 40              | Gnome, Sagengestalten, die Wald, Berg und Wasser bevölkern                                 | 24. Jan. 1938       | Der Gnomenplatz befindet sich im südlichen Teil der Siedlung und wird vom Nornenweg im Norden und dem Haakonweg im Süden begrenzt. Die Ostseite im Zuge des Nachtalbenwegs und die Westseite gehören dagegen direkt zum Platz. Die etwa 4,7 Ar (= rund 470 m²) große Fläche ist unbebaut. | Gnomenplatz |
| Haakonweg (Lage)                 | 0710                   | Håkon IV. (1204–1263), König von Norwegen von 1217 bis 1263                                | 24. Jan. 1938       | Der Haakonweg bildet den südlichen Abschluss der Stadtrandsiedlung und führt vom Muspelsteig über den Schwarzelfenweg, parallel zur Darßer Straße und hinter dem Gnomenplatz. Durch den Ausbau der Darßer Straße und der Anlage einer Buswendeschleife an der Einmündung Schwarzelfenweg ist die Straße in einen 290 Meter langen westlichen und einen etwa 420 Meter langen östlichen Abschnitt geteilt. | Haakonweg |
| Helgiweg (Lage)                  | 0560                   | Helgi, Name zweier Figuren der nordischen Mythologie                                       | 24. Jan. 1938       | Der Helgiweg führt vom Ostaraweg zunächst zur Ortnitstraße und von dort leicht nach Osten versetzt weiter zum Haakonweg. | Helgiweg |
| Hohenschönhauser Weg (Lage)      | 0450 (im Ortsteil)     | Alt-Hohenschönhausen, Ortsteil im Berliner Bezirk Lichtenberg                              | nach 1750           | Der Hohenschönhauser Weg ist die historische Verbindung zwischen den Dörfern Hohenschönhausen und Malchow. Er führt vom Ostende der Darßer Straße geradlinig zur Malchower Chaussee südlich des Malchower Dorfkerns und ist heute als Fußweg nutzbar. Auf dem westlichen Abschnitt verläuft teilweise die Grenze zwischen Dorf und Stadtrandsiedlung. | Hohenschönhauser Weg |
| Jötunsteig (Lage)                | 0790                   | Jötunn, Riesen der nordischen Mythologie                                                   | 24. Jan. 1938       | Der Jötunsteig befindet sich am östlichen Rand der Stadtrandsiedlung und führt von der Straße Am Graben aus dem Rübezahlweg hervorgehend über die Ortnitstraße und endet nach einer Rechtskurve am Nachtalbenweg gegenüber vom Gnomenplatz. | Jötunsteig |
| Lichtelfensteg (Lage)            | 0540                   | Lichtelfen, Figuren der nordischen Mythologie                                              | 22. Aug. 1936       | Der Lichtelfensteg führt in Nord-Süd-Richtung von der Ecke Runenzeile über die Ortnitstraße zum Haakonweg. Ein etwa 50 Meter langer Abschnitt führt als gleichnamige Privatstraße in die Kleingartenanlage ‚Gesundheitsquell‘ hinein. | Lichtelfensteg |
| Lindenberger Weg (Lage)          | 1.400 (im Ortsteil)    | Lindenberg, Ortsteil der Gemeinde Ahrensfelde in Brandenburg                               | nach 1750           | Der Lindenberger Weg führte vom Blankenburger Dorfkern (Karower Damm) Richtung Lindenberg, besonders zur Lindenberger Mühle. Durch den Berliner Außenring ist die Straße in einen West- und einen Ostabschnitt aufgeteilt. Der im Ortsteil gelegene Abschnitt liegt zwischen der Ortsteilgrenze (250 Meter östlich der Bahnlinie) und der Bundesstraße 2. Die Straße führt durch das Acker- und Grasland des Stadtrandparks und ist von Straße 33 in Blankenburg aus zu erreichen. Der Name wird durchgehend für den asphaltierten Wander- und Radweg durch den „Stadtrandpark Neue Wiesen“ genutzt und kreuzt die Verlängerung der Straße 52 aus Karow, die ebenfalls als Wander- und Radweg ausgewiesen ist. Zudem wird der östliche Ast des Kaower Feldgrabens (mit Fließrichtung zur Laake) überquert. Die Fortsetzung im Ortsteil nach Lindenberg ist im amtlichen Verzeichnis nicht mehr aufgenommen. Der westliche Teil des Wegs (heute Blankenburg) gehörte zum Altbezirk Pankow, der im Ortsteil liegende westliche (Rieselfeld-)Teil gehörte zum Altbezirk Weißensee. Am Ostende 250 Meter vor der B 2 teilt sich der Weg in die ursprüngliche Richtung Lindenberg weiter als Fußpfad, von der Bundesstraße mit dem Verkehrszeichen 267 Verbot der Einfahrt markiert. Als Asphaltband nach Süd geht eine Führung über die B 2 zum Landschaftspark Wartenberg, hier steht eine Absperrschranke und das Verkehrszeichen 250 Verbot für Fahrzeuge aller Art. Der Lindenberger Weg besaß seine Bedeutung als Weg durch die vormals auf den Flächen der Stadtrandparks gelegenen Rieselfelder.                                                       | Lindenberger Weg bis 200 Meter vor der B2 asphaltiert · Lindenberger Weg an der B 2 nur ein Fußpfad · Lindenberger Weg (Südzweig) asphaltierter Weg zur B 2 |
| Lindwurmweg (Lage)               | 0280                   | Lindwurm, drachenartiges Tier der nordischen Mythologie                                    | 25. Aug. 1939       | Der Lindwurmweg führt vom Nachtalbenweg aus Richtung Osten und endet an der Bebauungsgrenze der Stadtrandsiedlung Höhe Tronjepfad. Die Fortsetzung bildet ein Fußweg zur Ortnitstraße und weiter zum Malchower Dorfkern. Die Straße besteht aus zwei Fahrbahnen, die durch einen Graben voneinander getrennt sind. | Lindwurmweg vom Jötunpfad nach West (südliche Fahrbahn) |
| Malchower Aue (Lage)             | 0270                   | Malchower Aue, Niedermoorgebiet östlich des Malchower Dorfkerns                            | nach 1500           | Die Malchower Aue führt entlang des Ostrandes der Kolonie Märchenland von der Straße Am Graben bis zum Märchenweg, einer Privatstraße. | Malchower Aue |
| Malchower Chaussee (Lage)        | 1.120                  | Malchow, Ortsteil im Bezirk Lichtenberg von Berlin                                         | nach 1800           | Die Malchower Chaussee ist die Fortführung der Berliner Allee zwischen Nachtalbenweg und Ortsteilgrenze zu Malchow, wo sie in die Dorfstraße übergeht. Der ehemalige Weißenseer Weg wurde zu Beginn des 19. Jahrhunderts zur Chaussee ausgebaut und ist seit 1932 Bestandteil der Reichsstraße 2, der heutigen B 2. | Malchower Chaussee |
| Malchower Straße (Lage)          | 0180 (im Ortsteil)     | Malchow, Ortsteil im Berliner Bezirk Lichtenberg                                           | vor 1902            | Die Malchower Straße führt von der Blankenburger Straße in Heinersdorf und endet kurz hinter der Ortsteilgrenze am Muspelsteig, wo sie in die Ortnitstraße übergeht. Wie der Name zu erklären gibt, ist sie Bestandteil der historischen Verbindung zwischen den Orten Malchow und Heinersdorf. | Malchower Straße |
| Märchenweg (Lage)                | 2.000 (im Ortsteil)    | Märchen steht hier im Bezug zur KGA Märchenland                                            | nach 1939           | Der Märchenweg geht von der Malchower Dorfstraße nach Westen und verlässt am Abschluss des bebauten Geländes den Nachbarortsteil Malchow. In der Stadtrandsiedlung ist er eine (halböffentliche) sechs Meter breite asphaltierte Privatstraße (frei für Anlieger) zur Kolonie Märchenland. Die Straße ist mit diesem Namen im Straßenverzeichnis als 41881 aufgenommen und auf der Karte Berlin 1:5000, hergestellt von den bezirklichen Vermessungsämtern, eingezeichnet. Am Ortsteileingang kreuzt sie einen Wanderweg (Forstweg), der im westlich um Malchow herumführt, und liegt zunächst mit Kastanien bewachsen zwischen Acker- und Weideland. Nach 320 Metern findet sich die Brücke über den Malchower Fließgraben und hier kreuzt die Humboldt-Spur einer der 20 grünen Fuß-, Rad- und Wanderwege der die Innenstadt mit den Randgebieten verbindet. Weitere 260 Meter westlich liegt dann die Straße am Nordrand der Anlage Märchenland. Zu dieser bestehen folgende Zufahrten Malchower Aue, Gebr.-Grimm-Weg und Hauffallee. Wobei über letztere etwas südwärts versetzt über den Anlagenparkplatz der Rübezahlweg zur Heinersdorfer Straße führt. Im Ortsteil ist der Märchenweg (im Gegensatz zu den benachbarten Anlagenwegen) mit einem weißen Straßenschild und „2,8 t“ sowie „50 km/h-Begrenzung“ ausgezeichnet. | Märchenweg am Ortsteil Malchow mit Verkehrszeichen · Märchenweg Straßenostende als Parkplatz genutzt                                                        |
| Muspelsteig (Lage)               | 0550                   | Muspell, Riese der nordischen Mythologie                                                   | 22. Aug. 1936       | Der Muspelsteig beginnt als Fortsetzung eines unbenannten Privatwegs an der Straße Am Graben und läuft entlang der Grenze zwischen der Stadtrandsiedlung und Heinersdorf über die Ortnitstraße zum Haakonweg. Die gleichnamige Fortführung verläuft als Privatstraße innerhalb der Kleingartenanlage ‚Gesundheitsquell‘ nach einer Abbiegung parallel zum Haakonweg weiter zum Schwarzelfenweg. | Muspelsteig |
| Nachtalbenweg (Lage)             | 0970                   | Nachtalb, auch „Dunkelelfen“ genannt, Grauen einflößendes Fabelwesen                       | 24. Jan. 1938       | Der Nachtalbenweg beginnt als Fortsetzung des Andersenwegs der Kleingartenanlage ‚Märchenland‘ an der Straße Am Graben und führt über die Ortnitstraße bis zum Gnomenplatz. Die um 1990 angelegte Verlängerung der Straße führt weiter bis zur Ortsteilgrenze zu Weißensee und endet an der Berliner Allee beziehungsweise Malchower Chaussee. Die Straße ist zwischen Gnomenplatz und Darßer Straße unterbrochen. | Nachtalbenweg |
| Niflheimweg (Lage)               | 0100                   | Niflheim, Name der nördlichen Eiswelt der nordischen Mythologie                            | 25. Aug. 1939       | Der Niflheimweg geht als Sackgasse westwärts vom Nachtalbenweg ab und ist die Zuführung für die umgebenden Hintergrundstücke. Mit rund 100 Metern Länge ist der Niflheimweg die kürzeste Straße des Ortsteils. | Niflheimweg – Sackgasse ab Nachtalbenweg |
| Nornenweg (Lage)                 | 0150                   | Nornen, schicksalsbestimmende Frauen der nordischen Mythologie                             | 24. Jan. 1938       | Der Nornenweg beginnt als schmaler Fußweg am Helgiweg und endet am Nordrand des Gnomenplatzes an der Ecke Nachtalbenweg. | Nornenweg |
| Ortnitstraße (Lage)              | 1.630                  | Ortnit, Held eines mittelhochdeutschen Epos                                                | 1. Dez. 1936        | Die Ortnitstraße bildet von der Malchower Chaussee südlich des Malchower Dorfkerns ausgehend die Ost-West-Achse der Stadtrandsiedlung. Die zuvor als Heinersdorfer Weg bezeichnete Straße ist Teil der historischen Verbindung von Malchow nach Heinersdorf. Westlich vom Muspelsteig geht sie in die Malchower Straße über. | Blick auf die Ortnitstraße, die zentrale Straße der Stadtrandsiedlung Malchow                                                                               |
| Osasteig (Lage)                  | 0150                   | Osa, Nebenform von Ase, dem jüngeren nordischen Göttergeschlecht                           | 24. Jan. 1938       | Der Osasteig führt geradlinig vom Helgiweg zum Nachtalbenweg. | Osasteig |
| Ostaraweg (Lage)                 | 0960                   | vermutlich nach Ostara, Frühlingsgöttin der nordischen Mythologie                          | 22. Aug. 1936       | Der Ostaraweg führt vom Muspelsteig aus parallel zu Am Graben bis zum Nordostrand der Siedlung und endet dort als Sackgasse. | Ostaraweg |
| Piesporter Straße (Lage)         | 0340 (im Ortsteil)     | Piesport, Ortsgemeinde in Rheinland-Pfalz                                                  | vor 1914            | Die Piesporter Straße führte ab Beginn des 20. Jahrhunderts ursprünglich nur von der Falkenberger Straße zur Weißenseer Nordgrenze. Mit dem Bau der Darßer Straße folgte die Fortsetzung über diese bis zur Malchower Chaussee. | Piesporter Straße |
| Runenzeile (Lage)                | 0210                   | Runen, germanische Schriftzeichen                                                          | 22. Aug. 1936       | Die Runenzeile beginnt am Muspelsteig und führt zwischen Ostaraweg und Am Graben entlang. Die Straße endet am Lichtelfensteig und geht in diesen mit einer Rechtskurve über. | Runenzeile |
| Saaler Bogen (Lage)              | 0350                   | Saal, Gemeinde in Mecklenburg-Vorpommern                                                   | 16. Sep. 2003       | Der Saaler Bogen befindet sich im äußersten Südosten des Ortsteils und führt in einem Halbkreis von der Darßer Straße ab. Er dient zur Erschließung des Gewerbegebietes südlich der Darßer Straße. | Saaler Bogen |
| Schwarzelfenweg (Lage)           | 0700                   | Schwarzelfen, Figuren der nordischen Mythologie                                            | 22. Aug. 1936       | Der Schwarzelfenweg beginnt als Fortsetzung des Gebrüder-Grimm-Wegs, der zentralen Straße der Kolonie Märchenland, an der Straße Am Graben und führt über die Ortnitstraße zur Kreuzung Darßer/Roelckestraße. An dieser Kreuzung befindet sich eine Buswendeschleife der BVG. | Schwarzelfenweg |
| Tronjepfad (Lage)                | 0150                   | Hagen von Tronje, Gestalt aus dem Nibelungenlied                                           | 25. Aug. 1939       | Der Tronjepfad geht nordostwärts vom Jötunsteig (Kreuzung Ornitstraße) ab und endet am Lindwurmweg vor dem Ostrand der Stadtrandsiedlung auf freiem Feld. | Tronjepfad ab Lindwurmweg nach Südwest |
| Ullerplatz (Lage)                | 0110 × 60              | Uller, nordischer Gott                                                                     | 22. Aug. 1936       | Der Ullerplatz befindet sich im nördlichen Teil der Stadtrandsiedlung und wird zu drei Seiten vom Schwarzelfen-, Ostara- und Ullerweg eingefasst, die nördliche Kante ist dagegen Bestandteil des Platzes. Auf der 6,7 Ar (= rund 670 m²) großen Anlage befindet sich ein Spielplatz. | Ullerplatz |
| Ullerweg (Lage)                  | 0140                   | Uller, nordischer Gott                                                                     | 1. Dez. 1936        | Der Ullerweg zwischen Am Graben und Ostaraweg und bildet hier die Westkante des Ullerplatzes. | Ullerweg |
| Wanensteig (Lage)                | 0160                   | Wanen, älteres nordisches Göttergeschlecht                                                 | 24. Jan. 1938       | Der Wanensteig führt in einem leicht gebogenen Verlauf vom Nachtalbenweg zum Jötunsteig. | Wanensteig |

## Grünflächen im Ortsteil

### Kleingartenanlagen (KGA)

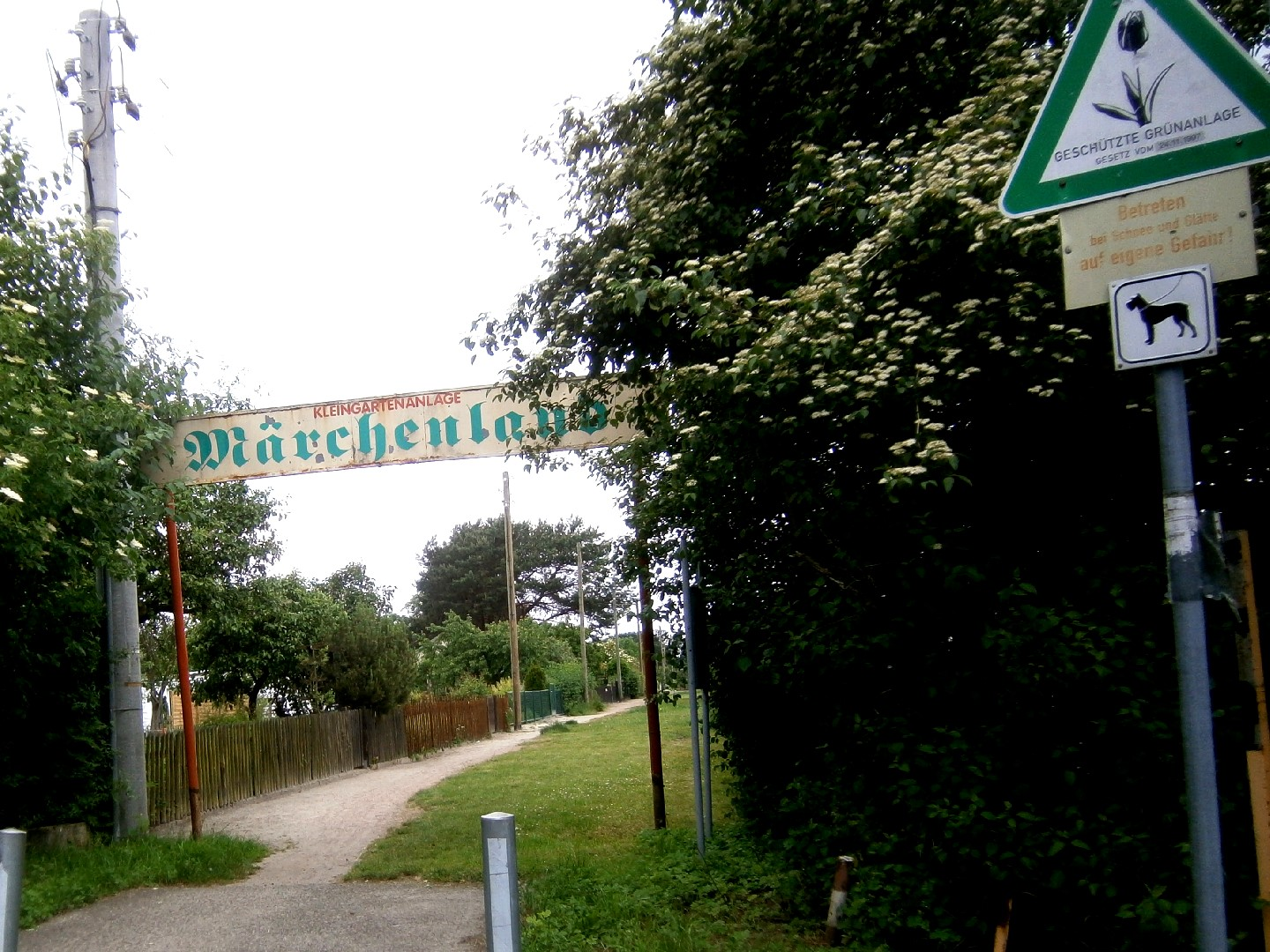
Märchenland von Am Graben/Jötunsteg

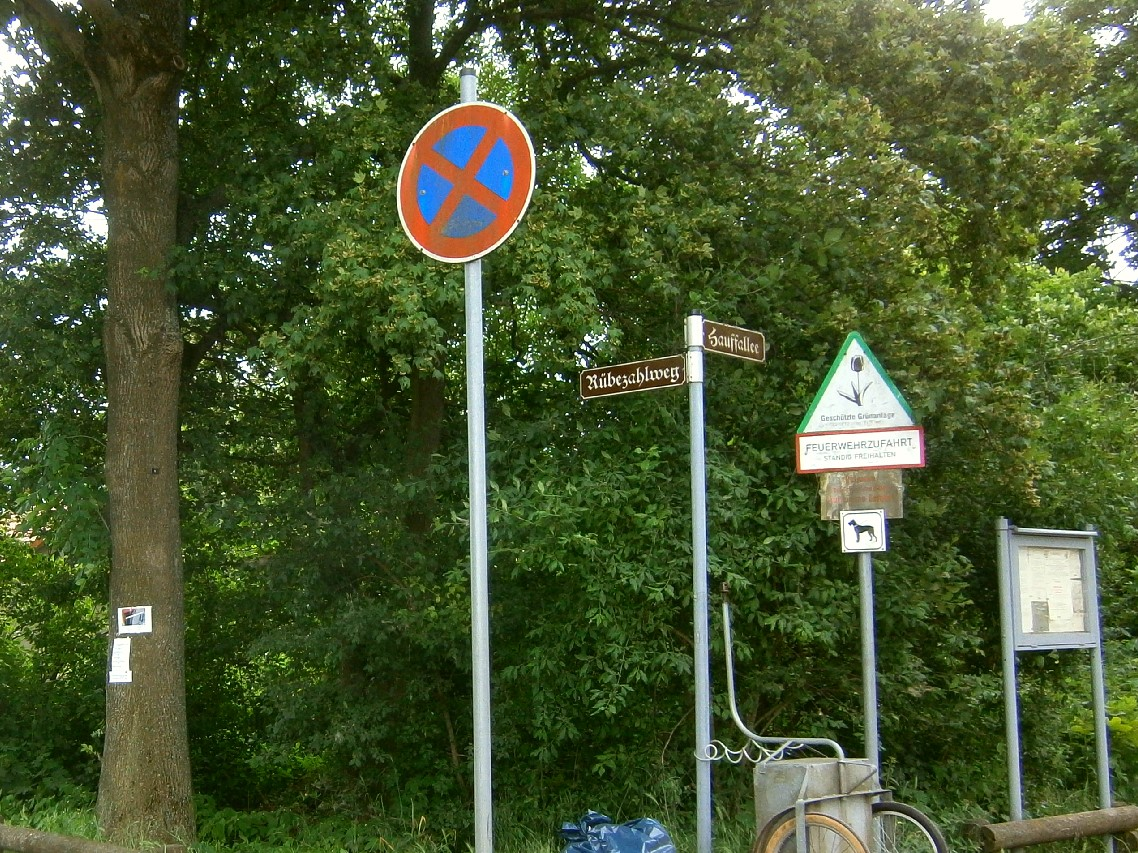
Wegeschilder der Anlage Märchenland

- KGA ,Gesundheitsquell’ liegt in der Südwestecke (Lage) des Ortsteils zwischen Muspelsteig und den Ortsteilgrenzen zu Heinersdorf (westlich) und Weißensee (im Süden). Die Anlage ist im Kleingartenentwicklungsplan (Nr. 3020) mit 116 Parzellen auf 53.150 m² landeseigenem Pachtland unter der Adresse Malchower Straße 116 aufgenommen. In der Planung ist sie mit Stufe IIIa aufgenommen, das sind fiktive[12] Dauerkleingärten, die nach Flächennutzungsplan einer anderen Nutzung zugeführt werden sollen.[13]

- Die KGA ,Märchenland’ (08980[14] Lage) mit einer Gesamtfläche von 39 Hektar liegt im Ortsteil an der Grenze zum Bezirk Lichtenberg (Malchow) nördlich von Heinersdorf und südlich von Blankenburg. Der Anlagenteil in der Nordwestecke (Lage) liegt auf dem Gebiet von Blankenburg.[15] „Märchenland“ wurde 1939 angelegt und seither ständig erweitert. Die Anlage Märchenland e. V.[16] ist mit Pächtern auf 1028 Parzellen landeseigenem Land die größte Kleingartenanlage im Landesverband der Gartenfreunde Berlin.[17] Sie ist in elf Abteilungen gegliedert und als „Landschaftsschutz- und Erholungsgebiet“ anerkannt. Sie ist dadurch nicht im Kleingartenentwicklungsplan aufgenommen und die Pächter unterliegen nicht den Beschränkungen des Bundeskleingartengesetzes, sondern dem Vereinsstatut. Seit der Gründung werden Wege der Anlage mit Märchennamen benannt. Bis zur Bezirksreform von 2001 gehörte die Anlage zum Bezirk Weißensee.[18]
Die nahezu dreieckige Anlage grenzt im Westen an die Ortsteile Blankenburg (Sterntalerweg) und Heinersdorf (Frau-Elster-Weg), im Norden ist sie vom Märchenweg, im Osten von Malchower Aue und im Süden von Am Graben begrenzt. Die Hauptanlagenwege nach Nordosten sind Frosch-König-Weg (Nordabschnitt), Hauffallee, Königskinder- und Gebrüder-Grimm-Weg (in Verlängerung des Schwarzelfenwegs) und im Südosten ist es ein Abschnitt des Reinicke-Fuchs-Wegs. Die Querwege vom Märchenweg nach Südwest sind der Rübezahlweg (er setzt den Jötunweg fort), Rotkäppchen-, Schneewittchen-, Dornröschenweg, Andersenweg (er ist als Hauptweg breiter und verlängert den Nachtalbenweg), Isegrim-, Sieben-Raben-, Reinicke-Fuchs-Weg (als Hauptweg breiter und im Südabschnitt abbiegend). Weiteren Wege sind Aschenbrödelweg, Zwerg-Nase-/ Däumlingsweg, Frau-Holle-, Eulenspiegel-, Drosselbartweg und in einem abbiegenden Abschnitt der Frosch-König-Weg. Aus jüngerer Zeit stammen Pittiplatsch- und Schnatterinchenweg zum Frau-Elster-Weg hin. Am Nordostrand gehen vom Rübezahlweg noch 13 Stichstraßen ab, die am Anlagenrand nicht zum Märchenweg durchgehen, sie sind mit „A“ bis „N“ ausgezeichnet.

### Parks und Grünland
- ,Stadtrandpark Neue Wiesen’: Im Norden des Ortsteils befanden sich bis in die 1980er Jahre noch Rieselfelder. Zum Naturpark gehörende Flächen im Westen und Süden des Stadtrandparks sind noch als landwirtschaftliche Flächen genutzt. Begrenzt wird die gesamte Fläche (187 Hektar) von der Bundesstraße 2 (im Osten zu Wartenberg), Am Luchgraben (im Norden an der Stadtgrenze zu Ahrensfelde) und im Westen zu den Ortsteilen Karow und Blankenburg, in denen noch weitere Flächen liegen. Im Südwesten verläuft die Bahntrasse des Berliner Außenrings. Der Stadtrandpark wurde am 18. September 1998 der Öffentlichkeit auf der Karow-nahen Fläche von 86 Hektar übergeben. Die im nördlichen (Karow-nahen) Bereich des Stadtrandparks durchgeführten Gestaltungen im damals noch selbstständigen Bezirk Weißensee waren Ausgleichsmaßnahmen für die Bebauung von Karow-Nord in den 1990er Jahren. Die Fläche wird vom Karower Feldgraben und der renaturierten Laake durchzogen, im Westen besteht nahe der Karower Grenze ein 700 Meter langes Parkband mit einem Pappelwald, es wurde ein künstlicher Hügel mit Plattform errichtet, am Rundweg liegt ein Findling. Am Nordrand von Wartenberg, weiter auf der Straße Am Luchgraben und durch den Pappelwald zur Straße 70 in Karow zieht sich ein Abschnitt des Barnimer Dörferwegs.

- ,Golfresort Berlin-Pankow’: Zwischen der Bahnlinie, dem Blankenburger Pflasterweg und der Grenze zu Blankenburg (Ziegelstraße) entstanden im Jahr 2005 Golfplätze, vom Fließgraben und dem Schädlingsgraben gegliedert. Der 9-Loch-Platz reicht nach Blankenburg. Die Schirmherrschaft für den 18-Lochplatz wurde von Sepp Maier übernommen, es gibt einen 3-Loch-Übungsplatz und den 6-Loch-Kurzplatz.

- Westlich Malchow: Weitere Ackerflächen und der ,Grünzug am Fließgraben’ liegen nördlich/östlich der Kolonie Märchenland. Der Grünzug am Fließgraben zwischen Malchow, Blankenburger Pflasterweg und Mörderberg wird vom Wanderweg Humboldt-Spur erschlossen.

- ,Malchower Auenpark’: Diese Acker-Grünfläche im Südostzipfel des Ortsteils von der Malchower Chaussee bis nach Neu-Hohenschönhausen (Bezirk Lichtenberg) hinein liegen nördlich der Darßer Straße.